# Mutunus Tutunus

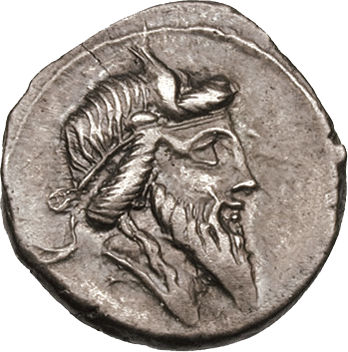
Denar des Quintus Titius Mutto, von dem vermutet wurde, dass er einen bärtigen Mutunus Tutunus zeigt.

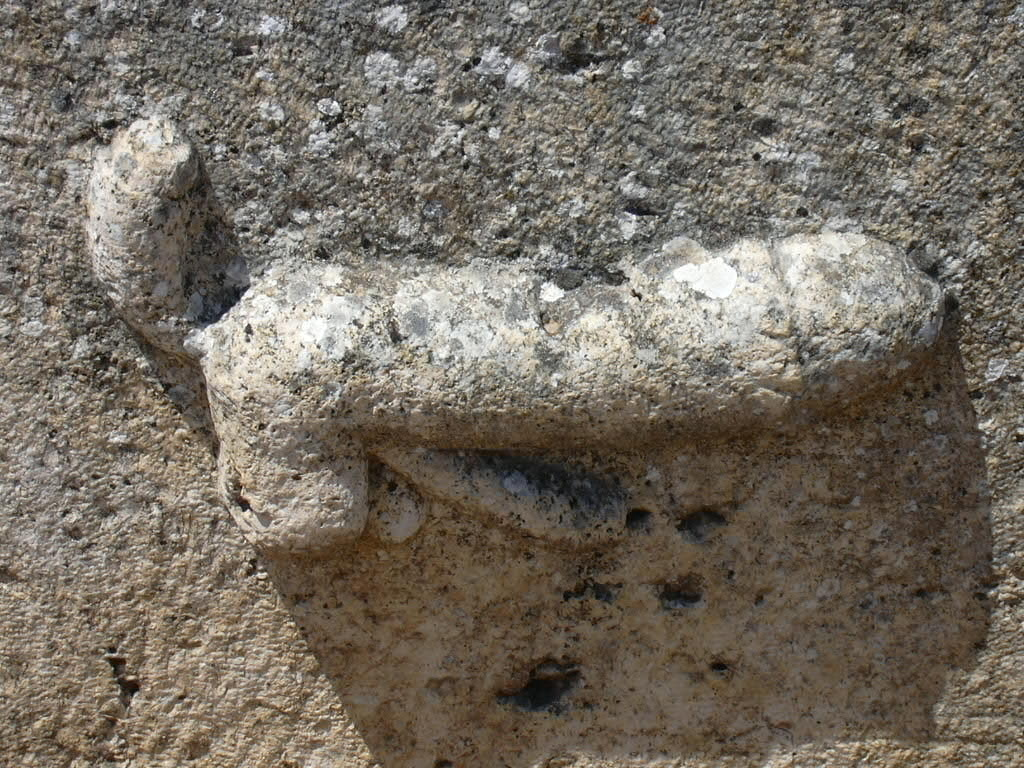
Fascinum (aus Clunia bei Burgos)

Mutunus Tutunus oder Mutinus Titinus war eine römische Gottheit, der mit dem Hochzeitsritus der Confarreatio verknüpft war.
Er scheint ithyphallisch oder als Phallus dargestellt worden zu sein und entsprach insofern dem Priapos der griechischen Mythologie. Vermutlich war aber sein Kultbild keine menschliche Gestalt oder Herme, sondern ein Phallus mit ausgeprägten Hoden. Man hat vermutet, dass das Fascinum zu Mutunus Tutunus in ähnlicher Beziehung steht wie die Herme zu Merkur.
Auf sein Kultbild soll sich christlichen Autoren zufolge die Braut im Laufe der Hochzeitszeremonien gesetzt haben, damit der Gott sie defloriere.
Insbesondere die Größe des Phallus wird ausgemalt. So steht bei Augustinus:

„Ist doch auch Priapus anwesend, der übermännliche, auf dessen ungeheuerliches und abscheuliches Glied sich die Neuvermählte setzen mußte, nach der höchst ehrbaren und frommen Sitte der Matronen.“

Wie vieles aus diesen polemischen Berichten tatsächlich auf Varro zurückgeht, ist schwer zu entscheiden.
Unsicher ist auch, ob tatsächlich ein Doppelname vorliegt, da Varro von einem Mutunus vel („oder“) Tutunus, die christlichen Autoren dagegen von Mutunus et („und“) Tutunus schreiben, d. h., dass eigentlich Mutunus und Tutunus zwei überlieferte Namensformen des Gottes sind, worüber schon zu Varros Zeit Unklarheit bestand.
Möglicherweise hängt der Name Mutunus zusammen mit mutto, mit der Bedeutung „Penis“ bezeugt und muttonium, der Bezeichnung für ein phallisches Amulett.
Nach Festus gab es ein Heiligtum des Mutunus Tutunus auf der Velia, das von römischen Damen allein aufgesucht wurde, wobei sie eine toga praetexta, ein eigentlich hochgestellten Personen und Priestern vorbehaltenes Zeremonialkleidungsstück trugen, woraus man schließen kann, dass es sich um Vertreterinnen eines patrizischen Priestertums handelte. 
Eine andere mögliche Deutung hängt wiederum mit den Hochzeitsbräuchen zusammen: Nicht nur Priester und Würdenträger trugen die Toga mit dem Purpurstreifen, sondern auch Knaben bis zum Tag ihrer Mannwerdung und dem Anlegen der toga virilis. Für Mädchen war der entsprechende Tag der Hochzeitstag, an dem sie ihre Kinderkleidung ablegten und verschleiert (capite velato) in der toga praetexta ein Opfer darbrachten, möglicherweise eben im Heiligtum des Mutunus Tutunus, wo denn auch die oben beschriebene symbolische Defloration hätte stattfinden können, das kann man aber wegen des Zustands des überlieferten Textes nicht mehr genau sagen.
Unklar ist auch das Schicksal des Heiligtums: Dieser altehrwürdige Schrein scheint von Gnaeus Domitius Calvinus niedergerissen und an dessen Stelle eine Badeanlage errichtet worden zu sein, sicherlich nicht ohne Zustimmung des Augustus, dessen getreuer Anhänger Domitius Calvinus war. Die Stelle bei Festus ist stark verdorben und der bei Paulus Diaconus überlieferte Auszug nur sehr kurz.